# Мидвеј (Џорџија)
Мидвеј (енгл. Midway) град је у америчкој савезној држави Џорџија. По попису становништва из 2010. у њему је живело 2.121 становника.

## Демографија
Према попису становништва из 2010. у граду је живело 2.121 становника, што је 1.021 (92,8%) становника више него 2000. године.
| Група             | 2000.       | 2010.       |
| Белци             | 631 (57,4%) | 952 (44,9%) |
| Афроамериканци    | 409 (37,2%) | 988 (46,6%) |
| Азијати           | 14 (1,3%)   | 23 (1,1%)   |
| Хиспаноамериканци | 26 (2,4%)   | 110 (5,2%)  |
| Укупно            | 1.100       | 2.121       |